# Polyodaspis annulifera
Polyodaspis annulifera är en tvåvingeart som först beskrevs av Seguy 1939.  Polyodaspis annulifera ingår i släktet Polyodaspis och familjen fritflugor.
Artens utbredningsområde är Etiopien. Inga underarter finns listade i Catalogue of Life.